# Lykke-Per
Lykke-Per er en roman af Henrik Pontoppidan, der ofte placeres i den naturalistiske periode i dansk litteraturhistorie.
Romanen udkom første gang i årene 1898-1904 i form af otte hæfter med følgende undertitler: Hans Ungdom (1898), Lykke-Per finder Skatten (1898), Hans Kærlighed (1899), Lykke-Per i det Fremmede (1899), Hans store Værk (1901), Lykke-Per og hans Kæreste (1902), Hans Rejse til Amerika (1903) og Hans sidste Kamp (1904).
Romanen er et realistisk tidsbillede af Danmark omkring århundredeskriftet med skildringer af både det enkelte menneske men også af et samfund, hvor emner som forandring af leveforhold, religion og ikke mindst industrialisering spillede en stor rolle. Flere karakterer i romanen er baseret på virkelige skikkelser fra samtiden. Dr. Nathan er et eksempel på en meget lidt tilsløret Georg Brandes, der var af stor betydning for kritikken af samfundet i samme periode.

## Handling
Romanen handler om den utilpassede præstesøn Peter Andreas Sidenius, der vokser op i Østjylland. Peter Andreas tager afstand fra det kristne miljø, han kommer fra, så han rejser som 16-årig til København for at studere på Den Polytekniske Læreanstalt. Her påbegynder han studiet til ingeniør, men han bliver ikke færdig med uddannelsen. Per, som han nu kalder sig, har en stor plan om at skabe et kanalsystem i Jylland. Med dette ene projekt som formål søger han indpas i kredse i København, som vil kunne finansiere projektet. Herigennem knytter han kontakt til familien Salomon, blandt hvis døtre han skaber en nær kontakt til Jakobe, som han frier til med det formål at skaffe finansiering til sit kanalprojekt. Gennem udlandsrejser, kritisk indflydelse fra Dr. Nathan, naturoplevelser, modstand fra finanskapitalen i København, religiøse anfægtelser, et ægteskab med en grundtvigiansk præstedatter finder han endeligt sit kald som vejassistent i Thy, hvor han har opgivet sit kanalprojekt og til sidst dør af sygdom.
Det følgende længere sammendrag af handlingen er baseret på teksten i 4. udgave 1918, men er dog inddelt efter førsteudgavens otte bøger.

### Lykke-Per, hans Ungdom (kapitel 1-4)
I præstegården i en lille østjysk købstad bor i midten af 1800-tallet den asketiske og puritanske pastor Sidenius, sammen med sin syge og sengeliggende kone og deres elleve børn. Den fromme og strenge pastor er ikke særlig vellidt blandt købstadens indbyggere, men hans børn klarer sig godt, med undtagelse af Peter Andreas, som er uregerlig i skolen og ulydig over for sine forældre. :9-16   En dag kommer det pastoren for øre, at hans søn har stjålet æbler i en have. Samme aften holder pastoren en formanende tale omkring middagsbordet foran hele familien, men rettet mod den elleveårige dreng, hvor han beder om, ”at Gud vil bøje hans genstridige sind og føre ham ud fra syndens trældom, bort fra fortabelsens veje”. :19   Alle omkring bordet er nedslåede og kede af det – undtagen Peter Andreas, som ikke har meget tilovers for sin far, og som længe har følt sig som en fremmed i familien, i en grad så han fantaserer om at være et plejebarn, som i virkeligheden er søn af en stolt og stærk sigøjner.:22 
Han indbildte sig at være en kriger, en viking, der vendte hjem fra sejrstogt i fremmede lande og førte sit krigsbytte med sig, en dejlig kvinde, en ranet prinsesse, der nu skulle være ham til vilje deroppe i hans bjælkehus.
[Per følte], at han ikke hørte hjemme dernede i den halvmørke, beklumrede stue, hvor hans fader og søskende nu sad og sang salmer og bad bange bønner midt i vinternattens eventyrpragt – en slags underjordiske, blinde for lysets glans, fulde af gru for livet og dets herlighed.
En vinteraften sidder familien som sædvanlig samlet omkring håndarbejde og oplæsning, mens man venter på vægterens sang, tegn på sengetid. Den nu fjortenårige Peter Andreas undskylder sig fra familiens selskab med, han har en stil at skrive, og går op på sit værelse. Lidt senere høres vægteren, og familien synger en aftensalme. Men midt i salmen ringer det på døren: Præsten må komme til et sygt barn, som skal døbes. Pastor Sidenius har dårlige øjne og vil derfor have Peter Andreas til at vise ham vej til det syge barn. Men Peter Andreas er ikke på sit værelse. Til gengæld står et vindue på klem, og der er spor i sneen udenfor. :23-28   Peter Andreas har nemlig sneget sig ud på landevejen uden for byen, hvor han kappes med de andre drenge om at køre slæde ned ad vejen, gerne helt ind i byen til torvet, selvom sådan slædekørsel er forbudt. Pigerne står fnisende og kigger på. Peter Andreas, eller Per, som han også kaldes, er en dygtig slædekører, og det lykkes ham oven i købet at få en høj flot pige lokket med på slæden. For foden af bakken takker hun for turen, men Per insisterer på at give hende endnu en tur, og trækker slæden med hende siddende på hele vejen op ad bakken, som en hjemvendt viking, se citat, inden det igen går nedad. Da pigen spørger, om han ikke er præstens søn, benægter Per, se citat. Inde i byen bliver de to på slæden pågrebet af vægteren, men Per snor sig ud af situationen ved at binde vægteren en historie på ærmet om et knivstikkeri uden for byen. Hjemme i præstegården venter dog pastoren på sin søn, som aflægger fuld tilståelse om sin færden, fordi ”han ringeagtede […] faderen for dybt til, at han kunne få sig til at lyve for ham”. :34   Pastorens sanktioner forekommer dog Per overraskende milde – for pastoren var bange, hans søn havde været hos byens prostituerede. 
Per har stærk lyst til at få sig en livsbane langt fra sin fars og har derfor bestemt, han vil være ingeniør, og tilskyndes hertil af sin matematiklærer. Denne lykkes efterhånden med at overbevise pastoren om Pers valg af uddannelse, og som sekstenårig rejser Per til København, for at blive ingeniør. Men han lider af hjemve og glæder sig til juleferien i sin hjemby, som dog bliver en skuffelse for ham.:37-41 
De allerfleste af hans medstuderende – og netop de af dem, der både af lærerne og de andre lever ansåes for de mest lovende – drømte da også blot om engang i tiden at opnå en eller anden fast betrygget, om end nok så beskeden embedsstilling, der tillod dem at indrette sig det hyggeligt som familjefædre med en lille husstand i et lille hus med en lille have for engang efter fyrretyve års tro tjeneste at afgå med en lille pension og et lille udmærkelsestegn eller en justitsrådtitel.
Fem år senere har den nu enogtyveårige ingeniørstuderende Per Sidenius gennem nogle år boet til leje i Nyboder hos et selskabeligt og elskeligt ældre ægtepar, der forkæler den unge mand. Parrets noget tilbagestående nittenårige plejedatter Trine hjælper til i hjemmet og varter også opmærksomt og kærligt den unge mand op; han tager på sin side hendes hjælp for givet, og ignorerer hende i øvrigt. Sin fortid har han lagt bag sig, og med sine forældre har Per kun sparsom kontakt. :47-51  Mødet med Polyteknisk Læreanstalt bliver for Per en skuffelse, for lærerne viser sig ikke at være de ”ildfulde forkyndere af naturvidenskabens hellige evangelier”,:52  han havde forventet, men derimod ”gamle, hentørrede skolemesterskikkelser”, som belærte ham om, at en ingeniør ikke var en ”stolt, verdensomflakkende eventyrhelt […] men blot et almindeligt kontormenneske […] lænket til et tegnebræt”,:52  se citat. Men Per har helt andre drømme om sin ingeniørgerning, for siden barneårene har han arbejdet med en plan om et storstilet vandbygningsprojekt i sin barndomsby, en plan som han gradvist udvider til at omfatte et system af kanaler tværs gennem Jylland, som vil forbinde halvøens vestkyst og østkyst og bringe vækst og velstand.:53-54 
Sin fritid bruger Per gerne i selskab med kvinder, således den kønne rødhårede bartender Lisbeth i beværtningen ”Gryden”, der er tilholdssted for en broget og livlig skare af kunstnere og forfattere.
Beflit Dem, unge mand, på at bekæmpe Deres utidige trang til at vise selvstændighed.
Et gammelt ord siger jo om lykken, at den er dårernes formynder. Og en ærværdig, latinsk forfatter skrev om heldet, at det er fader til sorgen.
Nu tager Per mod til sig og viser professor Sandrup sin store vandbygningsplan. Men professoren påviser straks en fatal regnefejl i Pers materiale, og Per vælger slukøret og skamfuld at glemme alt om planen, se citat, og går i stedet på studenterkarneval og danser med den smukke fru Engelhardt. Dagen efter støder han på gaden på jøden Ivan Salomon, som han kender fra Gryden, men ikke bryder sig om, selvom Salomon taler begejstret og rosende om Per. Salomon inviterer på middag, og Per indvilliger modstræbende – og trakteres nu på en af hovedstadens fine restauranter med et overdådigt måltid. Maden og vinen får Pers tanker til at vandre til fru Engelhardt, som var i selskab med en vis Neergård, men som har lovet at skaffe ham adgang til et privat bal. Han modtager invitationen hertil næste dag og får nu travlt med at købe passende tøj og udstyr, for penge han låner af en ågerkarl. I balsalen får han øje på fru Engelhardt, dog igen i selskab med Neergård, og Per skuffes. Senere, da han danser med hende, mærker han dog igen hendes interesse for ham, og hans håb stiger. De sætter sig afsides og kissemisser, men så dukker Neergård op og slutter sig til dem. Mens Per er tavs, giver fru Engelhardt sig til at drille Neergård med hans alder og forkærlighed for piger fra landet. Efter ballet inviterer Neergård Per med op i sin lejlighed til et glas. Neergård ønsker Per tillykke med sejren mht fru Engelhardt, og kalder ham ”Lykke-Per”.:83  Efter at have filosoferet over begreberne lykke og held, se citat, og prikket lidt til Pers landlige herkomst og opførsel, kommer Neergård med et forslag: en af hans velhavende venner ligger for døden, men ønsker ikke, at familien skal arve ham; kunne Per ikke tænke sig at blive hans arving?:65-89 
Per, som har tillagt sig dyre vaner og sat sig i gæld, får besked om, at Neergård er død og i et efterladt brev har testamenteret ham hele sin arv. Under Pers stævnemøde med fru Engelhardt – hvis mand belejligt er rejst til London – foruroliger fruen Per ved ligefremt at vise sit begær, mens Per til gengæld keder fruen med sin beretning om sin sidste samtale med Neergård. Det dæmrer for Per, at Neergård var fruens forrige elsker, så at han dermed også kommer til at arve Neergårds elskerinde. Da de har elsket, kan Per ikke sove, fordi han føler, de begge, og ikke mindst hun, er skyld i Neergårds død, og han beslutter sig for at frasige sig arven. Mens fruen sover, planlægger Per at stikke af, men bliver opdaget, og efter et skænderi kommer det til et brud mellem dem.:90-101 
Næste dag vågner Per med dårlig samvittighed over sin opførsel over for fru Engelhardt, men adspredes, da han tager med sine værtsfolk på besøg hos skipper Mortensen. Han sejler hvert halve år sine gode slagtervarer og oste fra Flensborg til København for at sælge dem. Stamkunder inviteres efter handelen til hyggelig frokost hos skipperen, inklusive den vognkusk, som Pers værtspar har lejet for at kunne ankomme standsmæssigt til skibet. Desværre bliver kusken under frokosten så beruset, at værtsparret må gå hjem, med pølser og oste under armene.:101-107 
Hjemme har Per fået besøg af sin bror Eberhard, som kommer med dårligt nyt om faderens helbred, og ikke tror han lever længe endnu. Så måske haster det, hvis Per vil forsøge at forsone sig med sin far. Ved hans død vil desuden den økonomiske understøttelse, han hele tiden har givet Per, bortfalde. Per overrasker sin bror ved at sige, at det ikke er noget problem; i mellemtiden har Per nemlig bestemt sig for at tage imod Neergårds arv.:109-115 

### Lykke-Per finder Skatten (kapitel 5-7)
Per kaster sig nu igen over sit vandbygningsprojekt, idet han får udbedret den fejl, professor Sandrup påviste – men i øvrigt er holdt op med at gå på ingeniørskolen. Arven fra Neergård gør det muligt for ham at arbejde fuldtids på projektet, som han udvider til også at omfatte en ny stor havn på Jyllands vestkyst, samt tidevands- og vindmøller til energiproduktion. Fritiden tilbringer han oftest siddende i værstparrets have, og her får han en dag øje på en køn ung pige i nabohuset. Langsomt lykkes det ham at komme tættere på hende, Fransisca hedder hun, og de to går lange, hemmelige ture hver dag. Per opdager, hans kærlighed til denne kønne sadelmagerdatter fra Kerteminde er helt anderledes og mere ægte end hvad han før har følt med en kvinde. Men da forholdet bliver opdaget, og Per af pigens morbror afkræves svar på, om han vil gifte sig med hende, siger han nej. Hans drøm om at blive en berømt vandbygger er for ham uforenlig med at være gift med en sadelmagerdatter. :116-128 
Per skriver til formanden for ingeniørforeningen, ”en pensioneret ingeniøroberst” Bjerregrav, som også er redaktør for foreningens tidsskrift, og forelægger ham ideen om sit vandbygningsprojekt. Bjerregrav viser interesse og beder om et møde, hvor Per kan forklare projektet nærmere. Da de mødes, forbløffes Bjerregrav først over Pers unge alder, han er nu toogtyve, men det lykkes Per at overbevise ham om, at planen, trods udtænkt af et ”purt ungt menneske”,:130  godt kunne være interessant nok til en omtale i tidsskriftet. Bjerregrav udbeder sig en uges betænkningstid, og imens driver Per lidt om, og støder en aften på en gruppe kunstnere, med ”den meget omstridte saltvandsmaler Fritjof Jensen” i spidsen,:56  en af stamkunderne på cafe Gryden i sin tid. Den hjertelige tone fra dengang er nu afløst af en skepsis og hovmod fra Pers side over for disse kunstneriske skønånder, som på deres side ikke har meget tilovers for Pers slags, ”disse moderne nytte-mennesker” og deres ”stinkende fabriksskorstene”.:135  Da Per efter en uge igen besøger formanden for ingeniørforeningen, er denne dog igen afvisende over for Pers projekt, dels pga Pers unge alder, men ikke mindst fordi han har opdaget, Per ikke har nogen eksamen fra ingeniørskolen. ”Hvor affældig mener obersten, jeg skal være for at kunne gøre mig håb om at få mit arbejde anerkendt?” spørger Per spidst.:139 
Som han der afklæder indtil nøgenhed, hvad han kalder vore udmalkede æstetikere herhjemme, og råber initiativets og de dristige handlingers mænd i gevær, … vidunderligt!”
Der følger en trist tid for Per, som efter afvisningerne fra Sandrup og Bjerregrav har løbet flere aviser, og endda indenrigsministeren, på dørene med sin vandbygningsplan, men forgæves. Han plages nu også af pengesorger og savnet af den dejlige Fransisca, og tilmed går hans vært i Nyboder hen og dør, så hans boligsituation bliver usikker. Nedsunket i mismod og ensomhed sidder han en forårsdag på en fortovscafe, da Ivan Salomon dukker. Per bryder sig stadig ikke om denne jøde, selv om han er venlig og beundrende over for Per. Men Ivan har hørt om Pers genvordigheder med vandplanen og ønsker blot at hjælpe ham, uden at virke anmassende. Ivan omtaler dr. Nathans spændende tanker om de nye tider, se citat,:141-152  og sender Per dr. Nathans ”omstridte afhandling”. Bogen fængsler Per, som synes den netop handler om Per selv og hans vision for en verden, hvor der er plads til unge menneskers tanker og handlinger. Per får den tanke, at han kan få penge til sit projekt ved at gifte sig med Ivans kønne søster Nanny, som han har set en enkelt gang, og som er datter af en af byens rigeste mænd. At hun er jøde, er vel til at leve med, tænker Per.:152-156 
Per får en invitation fra en baronesse. Det viser sig at være Neergårds søster, som gerne vil møde den mand, ”til hvem min eneste broder følte sig så nøje knyttet”,:159  og som hun ved et nyligt besøg på kirkegården har set har smykket hendes brors grav med blomster, i anledning af årsdagen for hans død. En forbløffet Per, som end ikke aner, hvor Neergård ligger begravet, tænker det måske er fru Engelhardt, der har lagt blomster, men siger ikke noget. Da baronessen også viderebringer den historie om, at Per jo er forældreløs – og ikke ud af den kendte Sidenius-præsteslægt – som Per bandt Neergård på ærmet, bliver Per rød af skam. Men han tænker også, at baronessen, og hendes svoger, der er godsejer i Jylland og ejer jord omkring vandprojektets ”midtjyske forbindelseskanal”, kunne være interessante at kende nærmere.:157-163 
Jeg veed ikke, hvorfra nutidens herrer har fået den slageragtige måde at betragte kvinder på. Det er, som om de med blikket vejer, hvor mange pund kød vi har på kroppen.
Per vælger at efterkomme Ivans invitation til at besøge hans jødiske familie. Han modtages gæstfrit i det luksuriøse grossererhjem, hvor Ivan dog ikke er hjemme. I stedet taler han med både Ivans mor og morbror, foruden den kønne og sensuelle søster Nanny, som han bliver ganske forblændet af og kun med besvær kan konversere. Inden han går, hilser han også kort på søsteren Jakobe, som bestemt ikke er imponeret af Per, som hun finder hæslig og brutal, se citat. Men Per går glad hjem.:164-172 
Grosserer Philip Salomon er chef for handelshuset Isac Salomon og Søn. Hans far Isac begyndte som omvandrende handelsmand og endte med at lede et af landets største handelshuse. Philip har sammen med sin kone Lea datteren Nanny, foruden fem mindre børn,:171  mens Lea fra et tidligere ægteskab har Ivan og Jakobe. Lea, som er opvokset i Tyskland, har aldrig vænnet sig til ”den provinsby, som København i hendes øjne var”,:177  og hun sendte derfor sine to ældste børn i skole i Tyskland, hvilket dog krænkede visse folks nationalfølelse, her kort tid efter krigen i 1864. Mens Nanny er en køn og omgængelig ung pige, er storesøster Jakobe ingen af delene, men derimod følsom over for hentydninger til sin jødiske herkomst, og desuden meget velbegavet. Fire år tidligere var hun som nittenårig på en banegård i Berlin blevet opskræmt af at overvære, hvordan fordrevne fattige russiske jøder på vej til Amerika blev hensynsløst behandlet af de tyske myndigheder, og efter en ulykkelig kærlighedshistorie kort tid efter vendte Jakobe hjem til København. :173-183  Leas bror Heinrich er en lidt kantet ungkarl, som har påtaget sig at passe på sine niecer og gå deres bejlere efter i sømmene.:191-196 
Pers første middagsselskab hos familien Salomon er ikke nogen ubetinget succes, for Per er så betaget af Nannys skønhed, at han får lidt for meget at drikke og er ”på nippet til at gøre skandale”,:185  og han vækker Jakobes afsky. Han giver hende væmmelige mindelser om den ”bredskuldrede brutalitet”,:191  hun oplevede hos de tyske politifolk på den berlinske banegård. Hun holder meget mere af den lille og stilfærdige hr. Eybert, en midaldrende og velhavende enkemand, som tilbeder hende.:183-191 
Han havde hidtil på bondevis betragtet pengene nærmest som et våben, med hvilket man – halvt snigmorderisk – hævdede sig i tilværelseskampen. Nu åbnedes hans øjne for den betydning, som betryggede livsvilkår kunne få også for et menneskes sunde åndelige vækst, for den rolige og frie karakterudfoldelse. Han begyndte at forstå den ærefrygt for guldet, man tillagde jøderne, og som alle rettroende Sideniusser højlig forargedes over.
Ivan Salomon vil gerne hjælpe sin gode ven Per Sidenius økonomisk, på en diskret måde, og beder sin onkel Heinrich om at være mellemmand, men Heinrich er betænkelig, har ikke megen fidus til Per. Samtidig diskuterer Jakobe Pers betagelse af Nanny med sin mor, som på sin side giver udtryk for, at Jakobe vist ikke længere er helt så afvisende over for Per. Per er på denne tid en hyppig gæst hos familien Salomon, og ikke kun pga Nanny. Når han sammenligner det salomonske hjem med sit eget barndomshjem, fornemmer han en afgrundsdyb forskel i livsindstilling og omgangstone, foruden rigdom, se citat. Han bliver sig sin manglende dannelse og kundskaber bevidst og oplever i samtaler med Jakobe en forståelse og fortrolighed, som er ny for ham – foruden at Jakobes væsen såvel som ydre begynder at behage ham mere og mere, mens Nanny glider lidt i baggrunden.:192-204 

### Lykke-Per, hans Kærlighed (kapitel 8-10)
Per får besøg af Ivan Salomons morbror Heinrich, som først fortæller om sine mange forretninger rundt om i verden, men også en historie om en ung amerikaner med en god forretningside, som Heinrich hjalp med at blive gift med en rig ung dame, så at han fik råd til at føre sin ide ud i livet. Per spidser ører, men frygter, Heinrich vil lægge en fælde for ham. Men da Per er i pengenød, vælger han at fortælle åbent og ærligt om sin situation. Heinrich forsikrer Per om, han har tillid til ham og giver ham adressen på en overretssagfører Griesmann, som vil hjælpe Per med penge. Men Heinrichs navn skal ikke nævnes.:206-213 
Den sommer kommer Per jævnligt i den salomonske sommerbolig uden for København, især for at rådføre sig med Ivan, men også for at være sammen med Jakobe. Hun gengælder dog ikke hans følelser for hende, idet hun finder hans selvhævdende og efterhånden noget støjende facon ret så utålelig – foruden at han lugter! Derimod synes hun bedre og bedre om hr. Eybert.:214-220 
Ivan har udvirket, at den kendte journalist Dyhring har skrevet i avisen om Pers vandbygningsprojekt, og Ivan beder nu Per gå på takkevisit hos Dyhring. Per har ikke bemærket artiklens spøgefulde tone, kun at der optræder en grel fejl, som Dyhring lover at rette. Under Pers besøg har Nanny Salomon og en veninde listet sig ind i Dyhrings lejlighed; de er ude på at blive inviteret på Bakken, hvor de ikke må gå alene for deres mødre. Og da de er gået, får Dyhring besøg af oberst Bjerregrav, som såmænd er hans onkel. Obersten vil gerne advare sin nevø mod at beskæftige sig med Per Sidenius’ for ham at se forrykte projekt, for obersten ser op til sin nevø og drømmer om, han ad journalistvejen kan blive dansk gesandt i Washington.:221-231 
Onkel Heinrich besøger Jakobe i sommerboligen, og da han ser Dyhrings artikel i avisen, giver han sig til at rose Per og hans projekt. Henrichs respekt for Per er vokset, nu da han fornemmer, Per ønsker at gifte sig med Jakobe; desuden bryder Heinrich sig ikke om Eybert. Jakobe nyder dog Eyberts selskab, hvor de går ture og snakker politik. Men Per har også en plads i hendes hjerte, kan hun mærke. :231-237 
Per planlægger en rejse til udlandet for at dygtiggøre sig, men først vil han fri til Jakobe, for at komme sine medbejlere i forkøbet. Da han ankommer til sommerboligen, er der desværre en vrimmel af folk, som fejrer Jakobes lillesøster Rosalies femtensårs fødselsdag. Blandt gæsterne er ”en halvgammel, ugift timelærer”:239  ved navn Aron Israel, en stille, men indflydelsesrig beundrer af dr. Nathan, men også meget opmærksom på Pers planer, endskønt Per altid har ”behandlet ham ganske overlegent”.:240  Ude i haven frier Per til Jakobe – som ikke afbryder ham, fordi der var ”noget i selve hans stemme, der gjorde hende svag. Dens stærke mandsklang overvældede og bedøvede hende”.:243  På trods heraf siger Jakobe nej til frieriet, da ”jeg – allerede er forlovet”, med hr. Eybert. Per resignerer. Men han bliver til middag, og lader som ingenting, men drikker mod sædvane næsten intet. Efter middagen diskuterer Eybert og Aron Israel Pers planer. Eybert sammenligner dem med eventyrdigtning, mens Aron påpeger, det er vigtigt for et menneske at have drømme om sin fremtid. :238-249 
Efter middagen tager en del af selskabet på køretur i Dyrehaven, i charabanc og med grosserer Salomon som kusk. Eybert snakker løs, mens Per er tavs; han nægter at opgive kampen om Jakobe og spekulerer på en udvej. Han bemærker også tegn på, Jakobe tilsyneladende er lidt ligeglad med Eybert. Der bliver fortalt en historie om en svensker, som væddede om han kunne løbe en hjort op og fange den, men som ”styrtede død om med et sprængt hjerte”.:252  Eybert kan også en historie, om en ven han havde som ville løbe om kap med en hestevogn, men som blev så stakåndet, han måtte opgive. Per griber denne historie og udfordrer Eybert, ved at tilbyde ham at give ham ”troen på viljekraften” tilbage, ved at Per løber langs denne hestevogn. Kusken protesterer, ”Jeg kan ikke tillade, at De løber således ved siden af vognen”, men Per springer af vognen og spurter afsted og forsvinder i aftentågen. Da vognen kommer hjem til sommerboligen, fortæller pigen, at Per er faldet omkuld af udmattelse, og alle bliver opskræmte. Per er dog hurtigt på benene igen, og råber triumferende til Eybert: ”Ser De, hr. fabrikant, jeg holdt ord!” Jakobe er rystet over begivenheden, men også dybt bevæget over Pers stunt, og hun går op på sit værelse. Per benytter lejligheden til at springe efter hende op ad trappen, med den buket, som Eybert købte til hende på køreturen, men som hun glemte. Og her på trappen griber han hendes hånd og kysser den. Jakobe synker i knæ, ramt af en ”vellystfuld skælven”,:259  og Per holder hende i sine arme: ”De elsker mig!” hvisker han, ”Ikkesandt? De vil være min?” Og Jakobe hvisker ”Ja, ja” til svar.:259  Da gæsterne er gået, er hr. og fru Salomon enige om, at denne uopdragne og utilregnelige Per ikke kan komme i huset længere – selv om fruen frygter, det er for sent at gøre noget. Lillesøster Nanny lister ind til Jakobe og får bekræftet, hun har sagt ja til Per. Men Jakobe føler det ydmygende, at hun nu har lovet sig til en mand.:249-261 
Hør, Jakobe – jeg er nok tilårs, men dog ikke ældre, end at jeg kan huske, hvordan det er at være forelsket. Når man lader sin kærestes breve ligge ulæste fra klokken otte til klokken to, så er ikke alt, som det skal være.
Hendes skæbne var beseglet. [Hun] havde hvilet i hans arme, hans læber havde berørt hendes, og en anelse om elskovens henrykkelse havde gennemrislet hende under hans omfavnelse.
Per indser, at Jakobes ”ja” er forbeholdent, for både hun og hendes forældre ønsker, at forlovelsen foreløbig skal holdes hemmelig. Fru Salomon mærker sin datters splittelse mht Per, se citat, og spørger ”Er du lykkelig?”:266  Jakobe undviger at svare, men mærker samtidig, Per nu har magten over hende, se citat. For at blive klogere på hans baggrund opsøger hun derfor hans bror Eberhard. Som fortæller, at han kun ønsker at Per må finde tilbage til sin barndoms kristentro og ”erkende sin skyld mod hjemmet og forældrene”,:272  og at han ikke billiger Pers forlovelse med datteren af en rig jøde. En vred Jakobe forlader Eberhard: nu forstår hun bedre Per, og nærer som noget nyt både medfølelse og kærlighed til ham.:264-277 
Forlovelsen bliver nu almindelig kendt, og giver Per anseelse blandt københavnerne. Jakobe elsker Per lidenskabeligt, i en grad så den asketisk opdragne unge mand bliver forskrækket over hendes ”solmodne elskov”.:283  Per har aldrig sagt ”Jeg elsker dig” til Jakobe, og da hun en dag prøver at aftvinge ham de tre ord, nægter han. Nogle dage senere skriver han brev til hende, en oprigtig kærlighedserklæring afsluttet med de tre ord – men han vælger at brænde brevet og sender hende i stedet et andet brev, som er kort og intetsigende. Grosserer Salomon har nu accepteret Per som sin kommende svigersøn og støtter generøst hans planer om en toårig dannelsesrejse ud i den store verden.:280-286 

### Lykke-Per i det fremmede (kapitel 11-13)
[Jeg] befinder mig i et verdenscentrum. Jeg har en fornemmmelse, som om jeg sad midt inde i et kæmpemæssigt vandhjul. Og hvad er vel disse millionbyer andet end uhyre turbiner, der suger menneskestrømmene til sig og udspyer dem igen efter at have berøvet dem deres energimængder? Hvilken koncentration af levende kraft!
Per beskriver sit ophold i Berlin i breve til Jakobe. Byens vrimmel og teknologi begejstrer ham, se citat; om sine følelser for Jakobe skriver han dog intet. Han oplever at have nemt ved at gøre et godt indtryk på folk han møder, og han knytter en spændende forbindelse med en indflydelsesrig professor Pfefferkorn ved Berlins tekniske højskole, og bliver også vel modtaget i huset hos fru Salomons onkel, en stenrig ”gehejmecommerceråd” – hvis smukke og udfordrende klædte nittenårige datter han er stærkt fristet til at lægge an på, om end han godt er klar over, dette er problematisk i forhold til Jakobe. Han træffer også dr. Nathan, men frustreres over, hvor lidt denne ansete samfundskritiker har forståelse for de naturvidenskabelige og tekniske discipliner, som Per finder helt afgørende for skabelsen af et moderne Danmark. Jakobe går i sine breve i rette med Pers kritik af dr. Nathan, men Per fremturer med at fremstille sig selv som dr. Nathans overlegne. Gennem brev fra professor Pfefferkorn bliver familien Salomon klar over, hvor anset Per er blevet i Berlin, og Jakobe, som har savnet ømme ord om deres forhold i Pers breve, tilgiver ham, idet hun giver sig til at læse naturvidenskabelige lærebøger, så hun bedre forstår hans ideer.:287-304 
Per er rejst til Berlin, selv om hans bror Eberhard inden afrejsen fortalte ham, at hans far var dødssyg. Nu får Per telegram om at hans far ligger på det yderste, og dårlig samvittighed får ham til at opsøge faderen, inden det er for sent.:286,304 
[Signe:] ”Hvorfor kom du ikke før? … Nu er det måske for silde” […] ”For silde” – tænkte [Per]. De havde altså virkelig til det sidste håbet på en forsoning. De havde opfattet hans hjemkomst som en bodsgang – –.
Efter syv års fravær genser Per sin barndoms by og barndomshjemmet, som i mellemtiden var ”gleden ud af hans liv, var sunken ned under hans horisont”.:308  Alle hans mange søskende samles i løbet af dagen i barndomshjemmet, hvor faderen, med ”hentørret hoved med tillukkede øjne”,:311  ligger hen i en døs og er uden for rækkevidde. Dette beroliger Per, som havde frygtet, man forventede, at han ville forsone sig med sin far. Men han fornemmer, hans mor af samme grund tøver lidt med at hilse på ham. Og søsteren Signe bebrejder Per, han først kommer nu, se citat.
Samme nat kaldes alle børnene sammen, for nu er døden nær. Modvilligt er Per vidne til, hvordan alle søskende en ad gangen går hen til deres døende far og tager afsked, og Per må også selv holde sin fars ”allerede gravkolde hånd”, mens moderen siger hans navn. Så går de andre ind i dagligstuen og synger en salme, men Per bliver tilbage og gemmer sig i en krog. Lidt senere udånder faderen. Per sætter sig for at skrive til Jakobe, men det første følelsesladede brev kasserer han og skriver i stedet et kort udtryksløst brev.:315-320 
Ved begravelsen går det op for Per, at hans far var en meget afholdt og vellidt mand i byen, helt modsat Pers indtryk af ham fra barndommen. Som dreng havde han et ret nært forhold til sin bror Thomas, men da denne efter begravelsen forsøger en tilnærmelse til Per, afvises han. Per har under besøget næsten ikke talt med sin mor, og nu hvor de andre er på kirkegården, går han ind for at sige hende farvel. Han har undret sig over, hans forlovelse med Jakobe ikke er blevet nævnt, men på moderens snak forstår han, hun intet ved om forlovelsen. Så Eberhard har altså ikke fortalt hende det, måske heller ikke de andre søskende. :321-325 
Moderen giver Per en gave fra hans far: et sølvur, faderen i sin tid fik af sin far. Med den historie tilknyttet, at engang da Pers far skulle rejse fra sit barndomshjem, bad bedstefaderen om lov til at kigge hans kuffert igennem, for at sikre sig at han havde husket alting. Faderen følte sig krænket herover og rejste uden at sige farvel. Da han nåede frem og åbnede kufferten, lå alle hans ting som de skulle, samt dette sølvur, som en gave fra bedstefaderen. Faderen gik straks ”de fire mil hjem”:326  og faldt bedstefaderen om halsen og bad om tilgivelse. ”Mens hun talte, sad Per der med uret og følte det tungere og tungere i sin hånd.”:326-7  Da Per er rejst, har han efterladt uret, midt på bordet i sit værelse.  
Tilbage i Berlin bliver Per ramt af modløshed, for han begynder at lægge mærke til ”skyggesiderne ved det moderne storstadsliv”,:328  hvor det vrimler med ”omflakkende eksistenser”,:329  som efter arbejdet lever deres liv på gaden eller på værtshuse, og blot har et lille kammer, hvor de sover. Gennem Ivan Salomon får Per lov til at følge et anlægsarbejde et sted i Østrig, og han forlader straks Berlin. Mødet med ”Alpernes luftigt hvide tinderække”:331  gør indtryk på ham, og han står af toget på en tilfældig landstation og begiver sig på vandretur op i bjergene. Han forundres over at føle sig opløftet over at gå gennem denne tavse og livløse stenørken. Tilbage i byen lejer han værelse på kroen, men mærker der er noget i gære i byen: der skal være bryllup, og Per inviteres med. Der spises og drikkes bravt, og Per ender i seng med en ung ”firskåren bondepige”;:335  han nages over at være Jakobe utro, men har brug for at være blandt folk.
Anlægsarbejdet, Per skal følge, går ud på at udbedre skaderne på veje og jernbaner efter en voldsom oversvømmelse i byen Dresack. Naturens ødelæggende kræfter gør indtryk på Per, som må revidere sin opfattelse af mennesket som naturens behersker. Han giver sig til at læse bøger, ikke om ingeniørvidenskab, men om filosofi, æstetik og teologi. Og så savner han livstegn fra Jakobe, som ellers har skrevet til ham ”regelmæssigt hver anden dag”.:342  Jakobes tavshed brydes, da hun pludselig en aften banker på hos Pers værtinde. Under påskud af at ville besøge en veninde i Breslau er hun rejst ned til ham, fordi hun elsker ham og savner ømhed fra ham, og hun aftvinger ham en forklaring på hans tavshed, men Per undskylder sig med, han har ”været lidt i vildrede med mig selv”:350  og føler ikke lyst til at gengælde Jakobes ”lidenskabelige inderlighed”:351  over for ham. Men mens de spiser aftensmad, får han lyst til hende, og da hun ikke er afvisende, ender de kort efter sammen i Pers seng, hvor de elsker for første gang. Næste morgen har Jakobe, mod sædvane, sovet som en sten, mens Per har ligget søvnløs hele natten: det er først nu denne nat gået op for ham, hvad kærlighed egentlig er og ”hvor lidt jeg har forstået af livet”:354) .
De to forlader nu den dystre dal ved Dresack og tilbringer nogle vidunderlige dage med vandreture i den smukke Etschdal i Norditalien, med samtaler om fremtiden, se citat :358 , afbrudt af pauser i naturen med ”idylliske eller overstadige kærlighedsscener”:355 , inden Jakobe bliver nødt til at tage hjem, for ikke at vække familiens mistænksomhed. Lyden af kirkeklokker, og senere synet af et vejalter med et krucifiks provokerer Per til at hive en pistol frem, udnævne sig selv til friskytte og beskyde krucifikset: ”Nu skyder jeg det ny århundrede ind”.:359 

### Lykke-Per, hans store Værk (kapitel 14-16)
Hjemme i Danmark er det kun i København, man har øje for den ny ”evropæiske kulturbølge”:361  og dens samfundsmæssige muligheder; i købstæderne og ude på landet er alt stadig ved det gamle, symboliseret ved ”den bredbagede danske bonde på sin gård”.:362  Og da Pers vandbygningsprojekt, med en vandvej mellem Varde og Vejle, samt en stor industri- og frihavn i bunden af Ho Bugt, skal placeres uden for København, har Ivan Salomon af samme grund meget svært ved at tiltrække investorer. Han forelægger mundtligt Pers projekt for sin far, som kritiserer, at Per endnu ikke har opnået patent på de tekniske opfindelser, der skal muliggøre projektet. Ivan svarer, at det netop er alle projektets dele, som godtgør opfindelsernes betydning. Philip Salomon er stadig ikke overbevist om projektets værdi, men stiller sin søn en sum penge i udsigt, så han i eget navn kan støtte det.:363-370 
Efter sin hjemkomst skriver Jakobe næsten dagligt kærlige breve til Per, med minder om deres dage sammen, samt nyt fra København, bl.a. om hendes søster Nannys forlovelse med Dyhring. Desuden beskriver hun en episode på en berlinsk banegård, hvor hun udsattes for jødefjendsk behandling, men mod sædvane ikke lod sig gå på af den, nu hun har Per.:371-374 
Ivan Salomon får sat et møde i stand med den jødiske spekulant Max Bernhardt og nogle af hans forretningsforbindelser, hvor Ivan vil fremlægge Pers vandbygningsplan. Det er mænd, som ved handlekraft og dristighed, kombineret med kynisme og snuhed, har tjent gode penge, og som altid er på udkig efter en god investering. De møder Ivans fremlæggelse med et krav om at ”fremskaffe en begrundet dom om foretagenet fra anerkendte teknisk sagkyndige”.:380  De har ikke megen fidus til Pers opfindelser, men er mest interesserede i den del af projektet, som drejer sig om anlæggelse af en frihavn på øen Langli – desto mere for at kunne imødegå de planer, som konkurrerende investorer på denne tid har om anlæggelse af en frihavn i København.:375-382 
Efter studiebesøg ved ”flodregulerings- og havnearbejder”:382  ved Donaus munding er Per kommet til Wien, hvor han tilfældigt træffer baronessen, Neergårds søster, og fortæller det i brev til Jakobe, som han savner. Hun fortæller ham, at i København er kirken verbalt gået til angreb mod dr. Nathan og hans forkastelse af den kristne forestilling om evigt liv. Jakobe er på Nathans side, hun har ofte undret sig over ”de kristnes overdrevne angst for døden”,:386  som hun forbinder med angsten blandt samfundets laveste for at ende i trældom. Og ligesom et menneske ikke kan forestille sig at kende til sin fremtid her på jorden, så reducerer den kristne forestilling om et liv efter døden livet her på jorden til en ”generalprøve på den egentlige forestilling”.:387 
På mødet med Max Bernhardt lovede Ivan at forsøge at overtale oberst Bjerregrav til at støtte Pers projekt. Ivan ved, dette ikke bliver nemt, og han beder onkel Heinrich om hjælp. Heinrich kender obersten, gør af og til forretninger med ham og opsøger ham under påskud af en sådan forretning. Da den er afsluttet og Heinrich skal til at gå, fortæller han ”i fortrolighed”:390  til dennes forbavselse obersten, at Pers frihavnsprojekt har opnået den nødvendige økonomiske støtte, men mangler den danske regerings godkendelse, åbenbart fordi regeringen er bange for at provokere tyskerne og deres havn i Hamborg. Dette virker på sin side voldsomt provokerende på den danske militærmand og veteran fra de slesvigske krige, som dels hader tyskere og dels i sin ungdom, dog forgæves, gjorde oprør mod de gamle og etablerede og som i det skjulte beundrer Pers gåpåmod. Obersten lover at støtte projektet, mod at Per personligt beder ham overlade ham projektet. Her er obersten ubøjelig.:391-395 
Per har taget mod deres invitation og er fulgt efter baronessen og hendes søster til Rom, også fordi søsteren, en midaldrende hofjægermesterinde, tiltrækker Per på en måde, som han ikke er bevidst om er erotisk, hvorfor han omtaler hende i breve til Jakobe – som så aldrig nævner hende i sine svarbreve. Roms mange mindesmærker tænder for første gang Pers interesse for historie, og for romerne, som han identificerer sig med og betragter som moralsk overlegne i forhold til de kristne. Ivan varsler Per, at han snart må hjem og arbejde for sit projekt, men i takt med, projektet er begyndt at virke realistisk, er Pers interesse for det aftaget; han hygger sig i Rom og mangler aldrig kvindeligt selskab. Han erfarer, at Jakobes meget tiltrækkende unge halvkusine, han mødte i Berlin, er blevet gift med en ret så ordinær, foruden grim og fattig dr. Bieber – som blot havde mod og held til at vinde hendes hjerte. :396-403 
Hun huskede et billede, der fremstillede en sådan romersk […] kæmpeskikkelse, svulmende af musker, ganske nøgen, blot med en metalhjelm på hovedet og en smal strimmel tøj om lænden. Billedet havde i et af hendes sidste skoleår hængt i et boghandlervindu på Østergade, og hun havde dengang altid sørget for at lægge sin vej der forbi.
I København er Nanny blevet gift med Dyhring, som samtidigt er blevet chefredaktør, ved sin velynder Max Bernhardts mellemkomst. Jakobe er ikke glad på på de nygiftes vegne, for hun har ikke Per hos sig og plages af skinsyge ved tanken om alle de kvinder, Per kan træffe i Rom. Hertil går netop de nygiftes bryllupsrejse, og Per går høfligt hen på stationen for at tage imod. Per betages hurtigt af Nannys udseende, og hun lader til at nyde Pers selskab mere end sin nygifte mands – som har travlt med en artikel for sin avis om ”handelsforholdene i Italien”.:411  På en udflugt til et myldrende romersk loppemarked med masen og puffen bliver Pers begær efter Nanny yderligere tændt,:413  og Per beslutter snart efter at bryde med Jakobe til fordel for Nanny.:420  Hun er med vilje indladende over for Per for at hævne hans afvisning af hende i sin tid, til fordel for Jakobe. Men Pers charme og mandighed forpurrer hendes planer og får hende snart til at ligge under for ham. I Colosseum ophidser det Nanny, da Per fortæller om de muskuløse gladiatorers kampe,  se citat.
Investorerne mødes hos Max Bernhardt for at diskutere Pers projekt, men Ivan har ikke kunnet få Per til at imødekomme Bjerregravs krav. Ivan finder det forståeligt, at Per vil undgå, de gamle står i vejen for de unges ideer, men Max og hans pengemænd er enige om, at Bjerregravs krav om medindflydelse til gengæld for sin støtte er rimelig. Max Bernhardt er, helt fortroligt, dybest set ligeglad med, om Pers projekt kan realiseres, når blot det kan bruges til at forpurre det københavnske frihavnsprojekt. :423-426 
Det er blevet maj, og i den salomonske sommerbolig venter Jakobe spændt på, Per skal komme hjem til hende, trods hendes ”uovervindelige og ubeherskelige skinsyge”;:427  desuden er hun sikker på, hun er gravid. På sin togrejse op gennem Europa kommer Per mere og mere i tvivl om han skal hæve forlovelsen med Jakobe, for han har brug for støtte fra hendes familie til projektet, og så må han styre sine personlige tilbøjeligheder. Men straks han ser Jakobe, ændrer han holdning, for hun ser ”ualmindelig godt ud”.:430  Til gengæld føler Per sig igen som en fremmed hos familien Salomon, hvor han har ”fornemmelsen af endnu at befinde sig i udlandet”.:432 
Jeg vil gøre de herrer opmærksomme på, at det er Dem, der har haft bud efter mig – ikke omvendt. Jeg skulle derfor mene, at det tilkommer mig – og ikke Dem – eller nogen anden – at stille betingelser.
På Pers møde med investorerne hos Max Bernhardt nægter Per igen, trods både Ivans og Max’ forsøg på mægling, at give nogen som helst indrømmelse til oberst Bjerregrav, se citat, og Pers projekt mister derfor sin økonomiske støtte. Max Bernhardt meddeler  dog senere investorerne, han stadig har planer om en frihavn, blot uden Pers medvirken. :438-445 
[Max Bernhardt] havde vist sig som en endog ualmindelig ondartet lille –. 
Han var lige ved at sige ”jøde” men tog sig i det og sagde ”børsgrævling”.
”Men jeg indrømmer […] du har jo medfødte betingelser for at værdsætte en karakter som hans, hvad jeg derimod mangler.”
Efter investorernes afvisning søger Per trøst og forståelse hos Jakobe, som imidlertid synes, han er blevet mere tilknappet. Hun finder hans beslutning uoverlagt og tager Max Bernhardt i forsvar, og da Per fremturer, kommer de op at skændes. Men på trods af Pers antijødiske bemærkninger, se citat, tilgiver hun ham med et kys.:445-452 
Pers svigerforældre møder hans beslutning med tavshed, og Jakobe undlader at snakke om forlovelsen eller graviditeten. I stedet snakker de to forlovede lidt om maleren Fritjof, som er i København for tiden. Per beundrer, i stilhed, hans ”meningers og handlingers lunefulde vilkårlighed”, som modsætning til Salomon-familiens ”stive ensidighed og upåvirkelige sneverhed i livsopfattelsen”.:454  Jakobe bryder sig ikke om Fritjof og fortæller Per, den tidligere så antisemitiske Fritjof pludselig er blevet venligt stemt over for jøder, efter at en jødisk kunsthandler har købt ”en hel række af hans billeder”.:455  Faktisk er de begge, uden at sige det, enige om, at Fritjof er en nar.
Den tankernes myrekryben i hjernen og fingerspidserne, han altid før havde følt, når han sad over for sine papirer, udeblev ganske. For første gang fik afmagtsfølelsen rigtig tag i ham og lod ham smage den gru, der minder om dødens.
Per er via en avisnotits blevet klar over, hans mor og yngre søskende er flyttet til København, og på sin vej hjem fra Jakobe går han forbi den adresse på Vesterbro, hvor de skulle bo – i vinduet får han øje på en rød træbalje, kan husker fra sit barndomshjem. Senere, da han sidder på en cafe over en øl, og Fritjof træder ind, vælger Per ikke at give sig til kende; han har mest lyst til at rejse bort. Hjemkommet sidder han og kigger på sine tegninger af projektet, som Max Bernhardt har leveret tilbage, finder fejl i dem og gribes af afmagt, se citat.:456-459 

### Lykke-Per og hans Kæreste (kapitel 17-18)
[Jakobe] kendte sin søster og vidste, at for hende bestod nydelsen ved en kærlighedsleg fornemmelig i at gøre sin tilbeder skinsyg. Hun vidste også, at Nanny af en vis, fejg frygt for at blive overmandet af sine følelser bestandig i farefulde situationer søgte ly i andre mænds beundring.
Philip Salomon holder stor forlovelsesfest for Jakobe og Per, men tilfældigvis ankommer både Per og lillesøster Nanny lidt for tidligt. De bruger ventetiden på konversation, som ved deres gensidige tiltrækning udvikler sig til heftig flirt, og Nanny kan ikke modstå at slynge armene om Per og kysse ham. Hun fortryder dog brat, og truer ham til tavshed.:469  Ved bordet er der en kølig stemning mellem Per og Jakobe, som har luret, se citat, at Nanny har noget kørende med Per – som stadig er fascineret af Nanny. Ellers har han ikke meget tilovers for sin svigerfamilie, men deler i stadig højere grad ”sin slægts nedarvede uvilje mod dette verdensglade, frimodigt nydende selskab”:476 
Blandt de mange fine gæster er dr. Nathan, som diskuterer Poul Bergers nye bog ”En jakobskamp”, hvor han gør op med Nathans nye moderne tanker og bekender sig til et liv i ”lykke og fred i kristendommens ydmyge lydighed”.:474  Meningerne om Nathan er delte, for blandt ungdommen hyldes han som et idol, mens hans fremmedartede udseende og opførsel får ældre generationer til at rynke på næsen ad ham.:479-483  Men til sådanne fester er Nathan i sit es, for i ”selskabslivet som i literaturen var han en erobrer og fortryller”.:497 
Flere af deltagerne i forlovelsesfesten roser Per for hans projekt, først proprietær Nørrehave, som var med til mødet hos Max Bernhardt, men ikke delte dennes beslutning, og senere Aron Israel, som stadig er meget betaget af projektets perspektiver og smigrer Per ved at omtale ”den ledige kongetrone”,:487  hvor han synes Per skal tage plads. Også onkel Heinrich opsøger Per, for at fortælle ham, at der er indflydelsesrige mænd, heriblandt oberst Bjerregrav, som diskuterer, hvordan projektet kan gennemføres.:490-491  Per trænger til frisk luft, går sig en tur og kommer på vejen forbi et hus med have, hvor unge mennesker holder fest. Han studser over forskellen på sin egen imponerende, men overfladiske fest og denne fests mere ligefremme og hjemlige stemning ”af landlig jævnhed og hygge”,:494  og der falder en ro på ham, da han hører dem synge Ingemanns Fred hviler over land og by, som også blev sunget i hans barndomshjem.
…om der skulle være håb om sejr for frisind og fremsyn i Danmark, måtte der ganske andre kræfter frem i første linje, mænd i ordets sande betydning, alvorlige og højsindede naturer, der løftede deres livsmål en smule op over døgnets vilde jagt efter penge, kvinder eller personlig udmærkelse.
Pers forsvinden bemærkes af både Jakobe, som frygter han vil danse med hende, og Nanny, som frygter han vil sladre til Jakobe om optrinnet før festen. Det lykkes Per at invitere Jakobe ud i haven at sidde, hvor han tilstår, hun har fuldstændig ret i sin opfattelse af det danske samfund, se citat. Men Jakobe hører ham slet ikke, for hun nyder blot at være hos ham.:504 
Per har igen fået ondt i brystet og tilkalder dennegang en læge. Han frygter, han er alvorligt syg, men lægen beroliger ham med, at hans lunger ikke fejler noget, dog kunne han med fordel gøre gymnastik og tage kolde brusebade. Per giver sig igen i kast med sit projekt, men distraheres af at læse en tekst af Platon, ord som, skønt fra ”fire hundrede år før Kristi fødsel [jo var] som skrevne ud af en kristelig opbyggelsesbog!”:509  Efter at have læst et gammelt opmuntrende brev fra professoren i Berlin beslutter Per at tage på studierejse til Amerika. Han fortæller Jakobe om sine planer, og de er enige om at gifte sig inden afrejsen. Hun vil dog ikke efterkomme hans ønske om at rejse med ham, kun følge ham til England, og da de diskuterer ”sande livsværdier”, undsiger hun hans tro på, at et moderne samfund kan skabes uden ”egennytte, forfængelighed, brutalitet, herskesyge o.s.v.”:516 
Max Bernhardt har i Dyhrings avis kørt en kampagne imod det københavnske frihavnsprojekt og gjort mændene bag så nervøse, at de for at få sagen dysset ned har tilbudt Max plads i deres bestyrelse. For Ivan Salomon at se er dette ensbetydende med, at Pers projekt i Jylland nu må opgives. Men Max Bernhardt har også indflydelsesrige modstandere, bl.a. proprietær Nørrehave og overretssagfører Hasselager, som stadig tror på Pers plan – og som nu får følgeskab af oberst Bjerregrav, som har opgivet sit forbehold over for planen, men ser den som et vigtigt tiltag i kampen mod tysk indflydelse i Danmark. En bestyrtet Ivan fortæller Per, at pressen nu skriver om ”det Steinerske projekt”, som er en ingeniør Steiners næsten eksakte kopi af Pers projekt. Til Ivans overraskelse reagerer Per med ligegyldighed i stedet for vrede; Per er mere interesseret i sit bryllup.:517-521 
Men så erfarer Per, at hans mor er død, og fortæller i et brev Jakobe nyheden, og derefter kan han ikke længere samle sig om projektet. Hun dukker kort efter op hos ham og kondolerer, men tager så Per i forhør, for han har aldrig fortalt hende, hans familie var flyttet til København, og Jakobe ville gerne have mødt Pers mor og talt med hende. Da hun spørger efter breve fra moderen, må Per tilstå, at dem har han brændt. Hvorefter han græder. Efter at Jakobe har fået Per til at betro sig til hende, vælger hun at ikke fortælle ham nyheden om sin graviditet. Når hun i Liverpool har sendt Per til Amerika, vil hun ikke tage hjem, men til Tyskland og der føde barnet.:522-530 
I anledning af moderens død opsøger Per sin bror Eberhard, som fortæller ham, moderen skal begraves i barndomsbyen, ved siden af sin mand, og at alle Pers søskende er samlede i København til en familjehøjtidelighed samme eftermiddag omkring moderens kiste. Per undskylder sig fra højtideligheden med, at Jakobe ikke ville være velset der. På vej ud møder Per sine to yngre tvillingebrødre og overvældes af gensynsglæde, men viser det ikke.:531-537 
Hun tænkte på, hvor meget han trods alle hendes bønner om åbenhed og tillid endnu stadig hemmeligholdt for hende; hvor lidt hun til tider vidste om, hvad han foretog sig, hvad han tænkte på, hvad der optog ham, - og hun måtte spørge sig selv, om det nogensinde ville lykkes hende at overvinde dette skjulte, tillukkede og troløse i hans karakter, der voldte hende så megen pine.
Næste morgen går Per ned på havnen for at overvære, at moderens kiste bliver lastet på et skib mod hjembyen. Per giver sig ikke til kende for sine fire brødre, som også er til stede, men sidder som i chok, da kisten løftes over på skibet; han beslutter at sejle med skibet, så han kan ”ledsage hende som en hemmelig æresvagt”.:541  Han meddeler sin beslutning til Jakobe i et kort telegram – som vækker nogen opstandelse hos familien Salomon: Jakobe får bange anelser, for hun forstår ikke, Per rejser uden afsked, se citat; Nanny længes efter Per og er parat til at opgive sit ægteskab for hans skyld; Ivan er frustreret over, Per ikke kan mødes med sine velgørere Nørrehave, Hasselager og Bjerregrav.:543-545 
I en gammel værkbruden præstekones lignelse havde der åbenbaret sig for ham en kraft, mod hvilken selv en Cæsars vælde nu syntes ham fattig og ringe, - en kraft og storhed i lidelsen, i forsagelse, i opofrelse”.
På den natlige sejlads med moderens kiste kan Per ikke sove, men sidder på dækket og tænker tilbage på sin barndoms mor i fuld vigør med at passe hus og børn, indtil krigen og nederlaget kom, samtidig med, hun skulle føde barn nummer tolv og den lille datter på tre år ”døde under svære lidelser”.:549  Dengang havde krigens ”uro og uregelmæssigheder”:548  blot moret Per. Men nu tynges han af selvransagelse og anger i en grad, så skibets besætning frygter, han vil begå selvmord. Men han føler også ”der i denne nat [fuldbyrdes] en længe forberedt åndelig fødsel i ham”,:551  se citat.

### Lykke-Per, hans Rejse til Amerika (kapitel 19-22)
Det var nu engang den ubodelige skavank i deres forhold, at de ikke havde rod i samme åndelige jordbund. Hvor megen god vilje der end fra begge sider var tilstede, deres naturers forskelligartethed udelukkede i virkeligheden al dybere fortrolighed.
Nabob! Det var naturligvis foragtelig ment. Pigebarnet var jo flygtet for ham som for selve den onde. Nå – hvad så? Siden hvornår var han bleven så ringe, at han ængstelig måtte skotte til hvermands mening om ham? – – Eller var det noget andet? Var sandheden den, at han selv var begyndt at føle sin stormende jagt efter lykken som en skam?
Per deltager ikke i sin mors begravelse, men opsøger i stedet den idylliske beliggende herregård Kærsholm i nærheden af sin barndomsby, hvor hofjægermesterinde Prangen bor, som han mødte i Rom, sammen med baronessen. Han modtages på Kærsholm af hofjægermesterparret med gæstfrihed, indlogeres på et rart værelse og inviteres til at blive nogle dage. Per længes ikke tilbage til København og skriver til Jakobe, han vil hvile sig efter moderens død og samtidig besøge ”sine gamle rejsefæller fra Italien”,:561  men forklarer sig i øvrigt ikke, se citat. Per falder til ro på Kærsholm og bruger dagene ude i naturen på at fiske, som i sin barndom.:560-566 
Hofjægermesterinden sætter pris på den lokale pastor Blombergs kristendomsopfattelse, og pastoren kommer jævnligt på Kærsholm, sammen med sin ”atten-nitten”:568  årige datter – som minder Per om Francisca fra Kerteminde, som han var varm på, da han boede i Nyboder. Pastorens datter er dog ikke tryg ved Per, hvilket generer ham og får ham til at tage sig selv op til overvejelse, se citat. :567-574 
På hans aftenvandring i den eventyragtige tågehyllede ådal omkring Kærsholm dukker Francisca igen op i Pers tanker, mens Jakobe glider i baggrunden. Pastor Blomberg kommer forbi, og han og Per får sig en snak. Pastoren, som har hørt om Pers kanalprojekt, glæder sig over naturen omkring dem og spørger Per, om han finder det ”mere tiltalende at se nogle røgspyende dampskibsuhyrer her på åen og have dens blomsterbredder bedækkede med osende fabrikker?”:580  Per svarer, at sådant fremskridt er nødvendigt, hvis landet skal opretholde sin velstand i en europæisk sammenhæng og undgå at blive opkøbt af ”udenlandske pengemænd”, som det til sammenligning skete for Danmarks i 1320-erne under Christoffer 2. og den kullede greve. Pastoren kan godt se Pers pointe, men mener dog ikke, disse omvæltninger vil ”rokke ved de egentlige livsværdier”.:582  Heri er Per heller ikke enig, for han har i Berlin set, hvordan industrisamfundet har ført til sjælelig forarmelse blandt almindelige mennesker.:580-583 
Med al sin naturkraft var han et menneske uden lidenskab, uden selvopholdelsesdrift. Eller rettere: han besad kun lidenskabens negative egenskaber, dens kolde natside: trodsen, selviskheden, egensindigheden, ikke dens stormende higen, ikke dens fortærende længsel, ikke dens hærdende og lutrende glød og flamme.
Efter en uge på Kærsholm har Per endnu ikke fået taget sig sammen til at nævne det lån, han faktisk kom for at bede hofjægermesterinden og baronessen om, ejheller har han lyst til at rejse, hverken til København eller Amerika. Han nyder naturen og stilheden og sine fisketure på åen. Ivan skriver, at man utålmodigt venter ham i København, men Per svarer, at han betragter sit arbejde med kanalprojektet som afsluttet og nu vil koncentrere sig om vind- og bølgemotorerne. Jakobe har ikke besvaret Pers breve, for hun regner ikke med at se ham igen. Da hun endelig skriver, spørger hun nøgternt, ”om det ikke også ville være bedst for dem begge, at de afgørende brød med hinanden”,:587  for hun er træt af at kæmpe mod ham, se citat.:584-588 
Først nu gik det dog rigtigt op for ham, hvor langt man selv i kirkelige krese var kommen bort fra fortidens skumle rettroenhed med dens brændemærkning af kødet, dens korsfæstelse af forstanden, med den hele middelalderlige sjæletortur, som kun en tågedrøm om paradisets herligheder søgte at forsøde.
Per tager med hofjægermesterinden og baronessen på besøg hos pastor Blomberg, og på vejen gennem bondelandet passerer man den småskøre pastor Fjaltrings forfaldne præstegård. Efter kaffe og kage i haven hos Blombergs går man tur. Per følges med Inger, men har imod sædvane svært ved at få snakken til at glide, og da hun skal lære ham et spil med ringe og kroge, kan hun pludselig ikke ramme. Pastor Blomberg tager sig en snak med Per, om hans projekt og dr. Nathans tanker op mod kristentro og naturen. Pastoren tror på, at ”naturen er besjælet”:599 , og at naturvidenskabsmændenes beskrivelse af naturen ikke kan være fuldstændig. Per irriteres af præstens tone, men forbliver tavs, for de seneste dage er han selv begyndt at tænke noget lignende. Og da han læser Blombergs prædikener, går det op for ham, hvor milevidt dennes glade og menneskevenlige grundtvigianske kristendom ligger fra hans egen fars, se citat.:589-607 
Ved en grundtvigiansk folkefest ude i en lysning i skoven taler Blomberg om modersmålets betydning som kulturbærer. Per lytter opmærksomt, men distraheres snart af Inger og hendes veninder. Sammen går de tur op på udsigtspunktet, og Pers opmærksomhed og hjælpsomhed over for Inger gør indtryk på hende; imens fniser veninderne. Inger beder Per holde sine handsker, mens hun reder sit hår, som blæsten har uglet. Senere bliver hun klar over, Per har hendes handsker og at han måske har fortrudt sin forlovelse.:608-618 
Hos familien Salomon er stemningen trykket pga Jakobes tvivlsomme forlovelse, men også fordi nygifte Nanny har lavet skandale ved at flirte med en af sine gamle tilbedere i en grad, så han ”skød sig en kugle gennem hovedet”;:619  Dyhring sætter sin kone på plads ”med en knaldende ørefigen”.:620  Og Jakobe prøver at forlige sig med, at hendes forhold til Per er umuligt, også fordi han, nu omvendt til Blombergs kristendom, forsøger at få hende til at afskrive sin jødiske tro, hvilket hun i brev til Per kategorisk nægter.:619-624 
Brevet gør indtryk på Per, som først vægrer sig ved at gå med de andre til gudstjeneste i nabosognet hos pastor Blomberg, men som senere samme søndag går i den lokale kirke hos pastor Fjaltring. Per læser med interesse Poul Bergers nye bog, som han har hørt foragteligt omtalt hos familien Salomon, men som han nu finder beskriver hans egen ”sjælelige henvisnen”:627  og viser vejen til den kristne ydmyghed, hvis betydning dæmrer for ham. Hjemme på Kærsholm falder Per i snak med forvalteren, som kritiserer pastor Blomberg for ikke at hjælpe sin gamle, fattige far, samtidig med han presser penge af sin menighed, i en grad så pastor Fjaltring kalder ham ”grossereren”.:631 
Som en række mørke bølger såe han de kommende dage rulle ham imøde og tilsidst lukke sig frådende over hans hoved…
Da hofjægermesterens kommer tilbage fra gudstjenesten, har de Inger med, som skal hente sine handsker. Per og Inger går en tur, men taler kun lidt sammen; Inger er ikke utryg i hans selskab, og Per opdager, han er forelsket i hende. Men han vil ikke ”blive offer for en håbløs forelskelse”:634  og beslutter sig for at tage tilbage til Jakobe. Men også Nanny fylder, gør ham ”tung i hovedet af sanselige drømme”,:636  og han frygter for fremtiden, se citat.
Han erkendte at have fejlet, – og han var rede til at gøre bod. Med koldt overlæg havde han solgt sit hjertes fred og tryghed, solgt sin moders kærlighed, sin faders velsignelse […] været sine forældres sorg, sine søskendes bekymring, sine venners og velynderes skuffelse og skam. Også Jakobe havde han bedraget!”
Præsteparret kommer til Kærsholm for at hente Inger, og de bliver til middagen. Den lunefulde hofjægermester morer sig med at drikke præsten fuld. I det støjende selskab er det kun Inger der bemærker, at Per er påfaldende stille: måske er der en kurre på tråden med hans forlovede, tænker hun. Per holder tale, hvor han takker for hofjægermesterparrets gæstfrihed og meddeler, til værtsfolkenes skuffelse, han nu rejser til Amerika. Da man rejser sig fra bordet, bukker Per for Inger – som dernæst vender sig mod sin far og ganske usædvanligt ”slog hun armene om hans hals og kyssede ham”.:643  Dette tager Per som tegn på, at Inger også har følelser for ham – selvom hun resten af aftenen ignorerer ham. Men Pers ”sind var i et oprør, han aldrig før havde kendt”,:644  og han føler voldsom anger ved sit hidtidige liv, se citat.
Engang spøgte grækerånden blandt menneskene som Guds udvalgte folk. Siden blev det Israels fårehyrde-visdom, vi lyttede til som gudbeåndet tale. Engang tilkommer det sagtens den nordisk-germanske race med vort lutherske barbari at åbenbare en flig af den Eviges klædebon.
Næste dag skriver Per til Jakobe og hæver forlovelsen, idet han påtager sig hele skylden. Hofjægermesterinden billiger hans beslutning og foreslår ham, der nu også har opgivet planerne om at tage til Amerika, i stedet at påtage sig at hjælpe sin mand med det vandreguleringsprojekt i godsets engarealer, Per allerede har diskuteret med hofjægermesteren. Så kan Per jo også blive på egnen, som han holder af, og ”De har venner her, som vil være glade ved at kunne beholde Dem”:647  fortsætter hun, med underforstået henvisning til Inger. 
Inden sin afrejse til København går Per ”en lang, ensom spadseretur for at tage afsked med egnen”,:648  men overraskes af et uvejr og søger tilflugt i en lade. Her træffer han pastor Fjaltring, som også har søgt ly, og de to får sig en meningsudveksling om Pers fremskridtsivrige polytekniker-tidsalder over for Fjaltrings kristendomsopfattelse, som både tager afstand fra ingeniørverdenen og Blombergs grundtvigianisme – det sidste på en måde, så Per kommer til at tvivle på, om Fjaltring i det hele taget tror på Gud, se citat.:648-652 
Det var det egentlig ”sideniuske” ved ham, at hans naturlige følelser absolut skulle udsmykkes. Som i sin tid hans fremtidsideers nationale betydning havde skullet pynte hans egenkærlighed, sådan skulle nu religionen tjene som dække for hans forsagthed, hans fattige hjemlængsel.
Da Jakobe får Pers brev, finder hun det ynkeligt, han ikke fortæller hende sandheden, at han har fundet en anden, men giver religionen skylden for bruddet mellem dem, se citat. Hun fortæller nyheden til sin mor og beder hende spørge faderen om penge til sin rejse til kusinen i Breslau, men nævner ikke graviditeten. Faderen anviser pengene, men nævner ikke Per. :654-659 
Den ”sideniuske” arv, som han havde kaldt sit livs forbandelse, den var netop den amulet, det signede tegn, han havde båret på sig i det skjulte, og som han kunne takke for, at det dog ikke var gået ham værre, end det var.
Per besøger sine forældres grave og mærker den for ”ham så fremmede og forunderlige følelse af hvile og indre fred”,:662  som tegn på han nu har genfundet sin religiøsitet, se citat.
I ”den salomonske families store bekendtskabskres”:663  vækker den ophævede forlovelse stor opsigt. Det gør ligeledes løjtnant Iversens selvmord, som den nygifte Nanny havde et forhold til. Nu går Nanny rundt og fortæller alle, hvordan Per har svigtet hendes søster til fordel for en ”bondepige”. Jakobe er rejst til Berlin og nyder at være i storbyen. Hun håber hendes barn fra sin far arver ”en vikingenatur, besat af den kamplystne udve” og ikke bliver et ”af disse muldjordsmennesker, disse hjemstavnsbundne trælle”.:665 

### Lykke-Per, hans sidste Kamp (kapitel 23-28)
Per har indlogeret sig i et lille kammer på Frederiksberg – langt væk fra familien Salomon i Bredgade – hvor han vil arbejde med sit projekt, mens han forsøger at skaffe penge. Men hverken overretssagfører Hasselager, proprietær Nørrehave eller oberst Bjerregrav ønsker at hjælpe ham, nu da forlovelsen med den rige jødiske grossererdatter er ophævet. Bjerregrav, som længe så et lys i Per, har nu medlidenhed med ham og ”betragtede Per som en syg mand, hvem man gjorde bedst i at snakke efter munden”,:670  så han lover på skrømt at tale Pers sag for den velhavende etatsråd Erichsen.
En fortrøstningsfuld Per går til gudstjeneste i Vartov og får her øje på sin søster Signe og sine to tvillingebrødre. Per har de seneste dage gået og skrantet, og da han efter gudstjenesten mødes med dem, besvimer han og bliver bragt hjem i deres lejlighed.:673-675  De passer ham og behandler ham venligt, men tror hverken på ”oprigtigheden af hans omvendelse” :682  eller at han for alvor har opgivet forbindelsen til den jødiske familie. Da de vil hente huslægen for at tilse ham, forlanger Per i stedet den professor Larsen, han engang tidligere har brugt. Larsen mener, nogenlunde som ved forrige besøg, at Per ikke fejler andet end hvad kan kureres med sund kost og kolde bade. Larsen mener generelt, at danske mænd, og især præstesønner, lever og spiser usundt.:685 
Stykke efter stykke var forsvunden fra hans klædeskab; også størsteparten af sine bøger havde han solgt, ja selv de to diamantknapper, han i sin tid fik af Jakobe, og som det havde været hans agt ved lejlighed at tilbagesende, havde han måttet forgribe sig på og sælge til spotpris.
Foruden arbejdet med sit projekt vil Per i København få sig en levevej ved at uddanne sig til landinspektør. Men oberst Bjerregrav afslår hans anmodning om penge, og da han ikke vil spørge hofjægermesterens, hvis gratis husly han nød i månedsvis, opsøger han en pantelåner Søndergård, som dog kræver, Per finder en kautionist. Per har nu pantsat de fleste af sine ejendele og er på grænsen til at sulte, se citat. Han betragter sine økonomiske problemer som en Guds prøvelse af ham og hans levevis. Til sidst må han opsøge sin bror Eberhard og ydmygt bede ham om at kautionere. Eberhard indvilliger i at hjælpe, men vil i stedet for pantelåneren have Per til at låne pengene direkte fra sine søskende. :685-698 
Pastor Blomberg diskuterer Pers forbindelse med deres Inger med sin kone; hun er mere skeptisk end han. Pastoren kan se, Inger har følelser for Per, selv om hun selv benægter det, og mht datterens forsørgelse sætter pastoren sin lid til det afvandingsprojekt i engene ved Kærsholm, som pastoren ønsker at Per skal stå i spidsen for, om end der er modstand blandt de involverede lodsejere.:699-702 
På Kærsholm venter man Per til jul, og ved højmessen juledag holder Per nøje øje med Inger, som dog slet ikke kigger op – men får røde kinder. Til kirkekaffen bagefter sørger pastoren for, Per får hilst på fire af de bønder, hvis jord skal bruges til afvandingsprojektet. Det går op for Inger, ”hun dog vistnok alligevel elskede ham”,:705  og da hun og Per nogle dage senere pludselig er alene et øjeblik, benytter Per lejligheden til at fri, uden ord, men ved blot at gribe ”hende om hånden og [holde] hende tilbage”.:710  Selv om det gør ondt, accepterer Inger frieriet.
Et par af bønderne fra kirkekaffen juledag giver, lidt ad omveje, Per deres støtte til projektet. Og både Inger og hendes mor, som begge var skeptiske over for Per, er nu meget mere positive, Inger nu på en meget omsorgsfuld måde.:710-712 
[Jakobe] havde skrevet, at hun gerne rejste jorden tre gange rundt for at være sammen med ham blot et eneste minut. Han kunne huske, at han dengang havde fundet udtrykket hysterisk overdrevent. Nu, da han selv elskede, forstod han det.
På vej tilbage til København og arbejdet indser Per, han gerne ville have haft, at Inger havde fulgt ham til stationen, og han kommer til at tænke på noget, Jakobe skrev, se citat. I toget møder Per en præst, som viser sig at have kendt hans mor som ung, og han kan fortælle historier om en livsglad og sprudlende ung dame, som Per slet ikke kan genkende som sin mor.:712-716 
Kort efter nytår føder Jakobe i sit skjul ved Breslau et barn, som kort efter dør, og selv er hun så medtaget, at hun må ligge i sengen i ugevis. Hun havde glædet sig til at blive mor, og nu sørger hun dybt over tabet. Hun opholder sig i en fabriks- og arbejderby, og udenfor går fattige og forhutlede børn forbi på vej til skole. Jakobe fatter medlidenhed med dem og indretter et lille folkekøkken for dem i husets have. Og i breve skriver hun hvad nærmest er et manifest om børns rettigheder i samfundet og deres krav på at blive behandlet med respekt, samtidig med hun har planer om at oprette ”en fattigskole i København”.:717-721 
Per kunne komme helt nedslået hjem om aftenen, når han – som det undertiden hændte – havde spildt det meste af sin arbejdsdag, fordi et par naboer, som endog var gode venner, ja troesbrødre og politiske meningsfæller, ikke havde kunnet blive enige om ejendomsretten til en stråsbred grøftejord, der kunne køres bort i et par trillebøre. Trods det store vækkelsesarbejde, der var gjort her i den sidste menneskealder, hang den kristne broderskabsfølelse endnu udenpå klæderne som en festlig stemning, der omsluttede folk ved forsamlinger og i kirken men dryssede af under hverdagslivets træskogang og navnlig slet ikke påvirkede pengepungen.
På samme tid består Per ”sin eksamen med ære”,:722  men må herefter aftjene sin værnepligt, som han hidtid har udskudt. Et halvt år senere rejser han til Jylland, hvor hans og Ingers forlovelse offentliggøres, og hvor han skal arbejde på vandreguleringsprojektet ved Kærsholm. Han flytter ind i en lille villa i en nærliggende stationsby, som hofjægermesterinden har skaffet ham, og indretter den praktisk og spartansk, med sin vanlige ”mangel på evne til at skabe hygge om sig”.:723  Han glæder sig til, Inger flytter ind, men brylluppet bliver først til næste forår, for hans svigerforældre – og også Inger – vil godt se ham an inden. Gennem arbejdet kommer Per i berøring med egnens bønder, hvis sindelag dog ikke imponerer ham, se citat. :722-725 
[Buddha-citat:] ”Den som intet elsker her på jorden og intet hader og intet attrår, kun han har ingen lænker og er uden frygt.”

Fra alle verdenshjørner det samme svar! Ned gennem alle tider den samme fordring: selvets fornægtelse, jeg’ets udslettelse; thi lykke var forsagelse. Men fra verdens side lød det omvendt: selvhævdelse, egenkærlighed, legemets kraft og viljens mod; thi lykke var tilegnelse.
Med sine standsfæller i stationsbyen, bl.a. realskolebestyreren, apotekeren og stationsforstanderen, ønsker Per heller ikke at knytte venskaber, da de forekommer ham overlegne og selvtilfredse. Og endelig kommer Per efterhånden dårligt ud af det med sin svigerfar pastor Blomberg, som ikke bryder sig om Pers syn på kristendommen. Per bruger megen tid på at læse, for at forstå sin religiøsitet, og her forekommer Blombergs glade og utvungne grundtvigianisme ham for letkøbt, i forhold til den pietisme, som blomstrede under Christian 6., men som afløstes af oplysningstidens rationalisme og kun videreførtes af ensomme vandrende lægprædikanter. De skabte en art græsrodsreligiøsitet ude blandt småfolk, hos hvem Per finder gamle pietistiske skrifter, hvis indhold optager ham. Han støder endda på et Buddha-citat, som bestyrker ham i, han er på rette vej med sin tro, se citat. :725-733 
En tro, som ikke bestandig fornyedes gennem tvivl, var en livløs ting, et kosteskaft, – en krykke, ved hvis hjælp man måske nok for en tid kunne glemme sin lamhed; men en virkelig, livsopholdende kraft var den ikke.”
Hver morgen lægger Per i sin hestevogn vejen forbi præstegården i Bøstrup for at hilse på Inger og kysse hende, mens han glæder sig til deres bryllup. Borup præstegårds jord berøres af afvandingsprojektet, og Per opsøger derfor den mærkelige pastor Fjaltring, for at få tilladelse til at uddybe nogle af hans grøfter. De to falder i snak om religion, og Fjaltring udbreder sin kristendomsopfattelse for en undrende og fascineret Per. Fjaltrings gudstro er helt forskellig fra pastor Blombergs grundtvigianisme, som Fjaltring anser for overfladisk og letkøbt, og som ikke tilstrækkeligt betoner sorgen og tvivlen som livsvilkår, se citat.:734-747 Den religiøst nysgerrige Per imponeres af Fjaltrings omfattende viden om gamle tiders kristendomsopfattelse og føres ”ind i skolastikernes byzantinske tanketempler [og indvies] i de førreformatoriske sværmeres gotisk-fantastiske drømmesyner”.:744-745 
Han vidste, at intet ville glæde Inger mere end et velindrettet køkken, et køligt og luftigt spisekammer, en friskkalket kælder, et let tilgængeligt og velfyldt brændselsrum. Hun havde arvet sin moders sans for orden og renlighed og kunne henrykkes ved synet at noget nypudset kobbertøj som andre af et kunstværk
I Bøstrup præstegård går man op i det forestående bryllup med liv og sjæl, ikke mindst bruden, og Per gribes også af foretagsomhed og giver sig til at sætte sit hus i stand, så Inger kan føle sig hjemme, se citat. I brylluppet deltager også Pers søskende Eberhard og Signe, foruden hele egnens befolkning. Da brudens mor næste morgen besøger de nygifte, er stemningen anspændt. ”Per var forfjamsket, Inger bleg, tavs, harmfuld. [Fru Blomberg] […] smilte lidt ved sig selv, – det var for hende, som om hun genoplevede sin egen bryllupsmorgen for toogtyve år siden”.:747-751 
Trods sit sinds ustadighed var Per en både kærlig og omhyggelig ægtefælle; men den galante riddersmand, hun havde drømt om, var han ikke bleven.
Per og Inger finder sig efterhånden tilrette i deres ægteskab,  trods deres forskellige kristensyn. Per besøger i smug pastor Fjaltring – indtil denne pludselig begår selvmord. Seks år efter brylluppet har de ”en fem års dreng og to småpiger”,:755  og efter åreguleringens afslutning ernærer Per sig ved ”landmålervirksomhed og mindre vej- og broarbejder”,:755  og han er nu gældfri. Sit kanalprojekt har han endegyldigt opgivet, men han er alligevel plaget af humørsvingninger, hvilket går ud over Inger, se citat, men især rammer børnene.:752-762 
[Inger:] ”Skal jeg gå?” 

[Per:] ”Nej – hvorfor det?” 

[Inger:] ”Du ser ud, som om du helst ville være alene.”
Inger og Per er til middagsselskab hos apotekeren, stationsbyens rigeste mand. Hverken Inger eller Per har særlig lyst til at deltage, men gør det mest for det gode naboskabs skyld. Til stede er den nytilkomne unge herremand Brück fra den nærliggende herregård Budderuplund. Han er egentlig for fin til selskabet, men deltager mest, fordi han er interesseret i Inger, bemærker Per. Som keder sig hos apotekerens, og i det hele taget ofte har det med at trække sig fra både Inger og børnene, se citat. Inger betror sig til sin læge herom. Han anbefaler luftforandring, at familien måske flytter hen hvor Per kan bruge sine talenter bedre. Dette foreslår Inger nu Per. Som efter en kort betænkningstid beslutter at rejse til København, dels for at søge en stilling, dels for at imødegå denne ingeniør Steiner, som i sin tid stjal ideen til Pers kanalprojekt og nu har vundet tilslutning til sit eget kopi-projekt og er blevet ”en slags jysk nationalhelt”. :770  Det sidste er Inger betænkelig ved. :763-778 
[Det] var hans instinktmæssige fornemmelse […] at det var i ensomheden, hans sjæl havde hjemme, at det var sorgen og smerten, hans liv tilhørte. […] Den store lykke, han i blinde havde søgt, det var den store lidelse, det var hint ulægelige savn, som pastor Fjaltring så ofte havde prist for ham og kaldt de udvalgtes guddommelige nådegave.
For første gang i seks år er Per tilbage i København. Men han opdager, at han ikke bryder sig om byens larm og liv, endsige menneskene der, og han kan ikke tage sig sammen til ”at søge foretræde hverken hos indenrigsministeren eller vandbygningsdirektøren”,:779  der skulle hjælpe ham til en stilling, som lovet af den lokale amtmand. Per skriver et - for en gangs skyld oprigtigt - brev til Inger om, at ”jeg rimeligvis vender hjem med uforrettet sag”.:780  Under sit ugelange ophold i hovedstaden får Per flere gange øje på folk, han kendte i sin tid, fx Ivan Salomon og Otto Dyhring, men han tager ikke kontakt til dem. Han kigger forgæves efter Jakobe. En avisannonce om en stilling som vejassistent i Thy fanger hans opmærksomhed, og det går op for ham, at den lykke, han hele sit liv har jagtet, ikke er af den sædvanlige slags, men handler om noget andet, se citat. :778-785 
I den følgende tid bemærker Inger, at selvom Per er glad for sin familie, er han blevet underligt rastløs, og hun frygter, han i København har mødt Jakobe igen. Per har fået et opmålingsarbejde på Budderuplund, og da herregården har racehøns, som interesserer Inger, tager hun med sin mand derhen. De nyder at køre gennem herregårdens udstrakte skove, og da de når til parken, bemærker Per ”på besynderlig måde”,:791  at her ville hans søn have godt af at lege. Mens Per måler op, bliver Inger vist rundt på hele herregården af sine veloplagte værter, den unge Brück og hans gamle far, etatsråden. Racehønsene glemmer hun helt at spørge om. Den aften er Per tungsindig, og da hans søn kommer for at sige godnat, mærker Per, drengen er utryg ved sin far. :786-794 
Det anstrengte forhold mellem Per og hans svigerforældre bliver yderligere forværret, da det i præstegården kommer til et skænderi mellem Per og pastoren, som bebrejder Per, han ikke gør nok for at forsørge sin familie, hvortil Per vredt svarer, pastoren ikke skal blande sig.:795 
Inger er indstillet på, at familien skal flytte, så Per kan få det bedre, f.eks. til Thy og stillingen som vejassistent. Men Per mener ikke, lønnen der er stor nok til familien, og Thys barske natur er ikke noget for Inger, som også gerne vil være tæt på sine forældre og gamle venner. Desuden er Pers og Ingers trosopfattelser for forskellige, ja Per indrømmer endda, han ikke længere tror på Gud. Og Per vil nødigt sammen med Inger komme til at gentage det han opfatter som pastor Fjaltrings fejl i forhold til sin alkoholiserede kone, som døde kort før han begik selvmord. For Per tror, fru Fjaltring oprindeligt var en livsglad kvinde, som blot sammen med pastor Fjaltring kom til at leve ”et skyggeliv, som virkede modnende og frigørende på ham, men hvori hun måtte gå til grunde”.:801  Nu er Inger blevet desperat efter at få en forklaring på Pers mærkelige opførsel, og hun spørger, om det er pengene, der bekymrer ham. Per svarer ”Nej. […] Det er noget meget, meget værre, Inger.”:802  Nu spørger Inger skingert, med tanke på Jakobe, om det er fordi han har mødt en anden. Og for at fremtvinge den skilsmisse mellem dem, som Per mener er det bedste for dem begge, vælger Per nu at lyve og sige ”Jo”.:803  Så bliver Inger rasende, skælder ham ud og samler børn, lidt ejendele og penge og kører hjem til sine forældre.:796-804 
Jeg ønsker ikke noget ugjort. Jeg føler det tværtimod som en stor lykke for mig, at jeg lærte Per at kende. Både ved den glæde og den sorg, han forvoldte mig, fik mit liv først rigtig indhold. Det værk, De ser her omkring Dem, er i grunden lige så meget hans som mit. Og derfor vil jeg bestandig være ham inderlig taknemlig.
Det ene af husene i en lille bebyggelse i klitterne i Thy står tomt efter beboerens død. Hans brødre Eberhardt og Thomas mødte op til begravelsen og er nu rejst igen, med afdøde værdigenstande. Heriblandt en stor sum penge, ca. 10.000 kr, som afdøde, til brødrenes skuffelse, har testamenteret til ”Jakobe Salomons konfessionsløse skolehjem”.:808  Departementschef Eberhardt Sidenius oplyser tilbage i København personligt Jakobe om arven. Jakobe bliver rørt til tårer ved nyheden, og hun afviser Eberhardts påstand om, at hun, da de to snakkede sammen ”for en seksten-sytten år siden”:812  burde have rettet sig efter hans henstilling om at holde sig fra Per, se citat. :805-812 
I Thy sidder Pers nabo og gode ven skolelærer Mikkelsen og bladrer i smug i Pers dagbog, som han har fundet i en hemmelig skuffe. Bogen er spændende læsning, og mellem siderne finder Mikkelsen et brev fra Inger, nu gift Brück, sendt kort før Pers død, hvor hun siger ham ”min uendelige tak for alt, hvad du har ofret for min lykkes skyld”.:814 

## Senere udgaver/omskrivninger
Anden udgave af Lykke-Per i tre bind (1905) var en kraftig omskrivning og en vis reduktion (med omkring 10 procent) af førsteudgavens otte hæfter. Pontoppidan begyndte omskrivningsarbejdet endnu før han var færdig med første udgave. Der er træk ved førsteudgavens sidste bind, der kun fuldt ud forstås på baggrund af andenudgaven. I 1918 foretog Pontoppidan endnu en revision af teksten.
Romanen blev bearbejdet til et skuespil og opført på Aarhus Teater (under titlen Lykke Per) i slutningen af 1980'erne, og denne forestilling blev filmatiseret og udsendt som tv-miniserie i 1989 med Peter Gilsfort i titelrollen.
I 2018 blev bogen filmatiseret af Bille August, igen under titlen Lykke-Per. Esben Smed spillede hovedrollen som Peter Andreas (Per) Sidenius, mens Jakobe Salomon blev spillet af Katrine Greis-Rosenthal. Filmen blev desuden bearbejdet til en tv-miniserie og udsendt på TV-2 i 2018-2019.